# 1978-as Formula–1 amerikai nagydíj
A kelet-amerikai nagydíj volt az 1978-as Formula–1 világbajnokság tizenötödik futama.

## Futam
| Helyezés | #  | Versenyző             | Csapat/Motor       | Körök | Idő/Kiesés oka      | Rajthely | Pontszám |
| -------- | -- | --------------------- | ------------------ | ----- | ------------------- | -------- | -------- |
| 1        | 11 | Carlos Reutemann      | Ferrari            | 59    | 1:40:48,800         | 2        | 9        |
| 2        | 27 | Alan Jones            | Williams-Ford      | 59    | +19,739             | 3        | 6        |
| 3        | 20 | Jody Scheckter        | Wolf-Ford          | 59    | +45,701             | 11       | 4        |
| 4        | 15 | Jean-Pierre Jabouille | Renault            | 59    | +1:25,007           | 9        | 3        |
| 5        | 14 | Emerson Fittipaldi    | Fittipaldi-Ford    | 59    | +1:28,089           | 13       | 2        |
| 6        | 8  | Patrick Tambay        | McLaren-Ford       | 59    | +1:50,210           | 18       | 1        |
| 7        | 7  | James Hunt            | McLaren-Ford       | 58    | +1 kör              | 6        |          |
| 8        | 22 | Derek Daly            | Ensign-Ford        | 58    | +1 kör              | 19       |          |
| 9        | 31 | René Arnoux           | Martini-Ford       | 58    | +1 kör              | 21       |          |
| 10       | 3  | Didier Pironi         | Tyrrell-Ford       | 58    | +1 kör              | 16       |          |
| 11       | 26 | Jacques Laffite       | Ligier-Matra       | 58    | +1 kör              | 10       |          |
| 12       | 21 | Bobby Rahal           | Wolf-Ford          | 58    | +1 kör              | 20       |          |
| 13       | 23 | Brett Lunger          | Ensign-Ford        | 58    | +1 kör              | 24       |          |
| 14       | 17 | Clay Regazzoni        | Shadow-Ford        | 56    | +3 kör              | 17       |          |
| 15       | 55 | Jean-Pierre Jarier    | Lotus-Ford         | 55    | Kifogyott üzemanyag | 8        |          |
| 16       | 36 | Rolf Stommelen        | Arrows-Ford        | 54    | +5 kör              | 22       |          |
| Kiesett  | 37 | Arturo Merzario       | Merzario-Ford      | 46    | Váltóhiba           | 26       |          |
| Kiesett  | 9  | Michael Bleekemolen   | ATS-Ford           | 43    | Olajfolyás          | 25       |          |
| Kiesett  | 1  | Niki Lauda            | Brabham-Alfa Romeo | 28    | Motorhiba           | 5        |          |
| Kiesett  | 5  | Mario Andretti        | Lotus-Ford         | 27    | Motorhiba           | 1        |          |
| Kiesett  | 2  | John Watson           | Brabham-Alfa Romeo | 25    | Motorhiba           | 7        |          |
| Kiesett  | 4  | Patrick Depailler     | Tyrrell-Ford       | 23    | Kerék               | 12       |          |
| Kiesett  | 12 | Gilles Villeneuve     | Ferrari            | 22    | Motorhiba           | 4        |          |
| Kiesett  | 10 | Keke Rosberg          | ATS-Ford           | 21    | Váltóhiba           | 15       |          |
| Kiesett  | 16 | Hans-Joachim Stuck    | Shadow-Ford        | 1     | Üzemanyagrendszer   | 14       |          |
| Kiesett  | 25 | Héctor Rebaque        | Lotus-Ford         | 0     | Kuplung             | 23       |          |
| NK       | 19 | Beppe Gabbiani        | Surtees-Ford       |       |                     |          |          |

## Statisztikák
Vezető helyen:
- Mario Andretti: 2 (1-2)
- Carlos Reutemann: 57 (3-59)

Carlos Reutemann 9. győzelme, Mario Andretti 17. pole-pozíciója, Jean-Pierre Jarier 3. leggyorsabb köre.
- Ferrari 72. győzelme.

Brett Lunger utolsó versenye.